# 埃尔姆斯霍恩
埃尔姆斯霍恩（德語：Elmshorn，發音：[ɛlmsˈhɔʁn] ⓘ）是德国石勒苏益格-荷尔斯泰因州平讷贝格县的城市，面积21.36平方千米，2023年12月31日人口为50,728人。

## 友好城市
埃尔姆斯霍恩与以下城市结为友好城市：
- 法國 塔拉斯孔（1987年）
- 德国 维滕贝尔格（1990年）
- 波蘭 什切青旧城（1993年）
- 芬兰 拉伊西奧（2000年）